# Pinguicula macrophylla
Pinguicula macrophylla este o specie de plante carnivore din genul Pinguicula, familia Lentibulariaceae, ordinul Lamiales, descrisă de Carl Sigismund Kunth. Conform Catalogue of Life specia Pinguicula macrophylla nu are subspecii cunoscute.